# Moșmon japonez

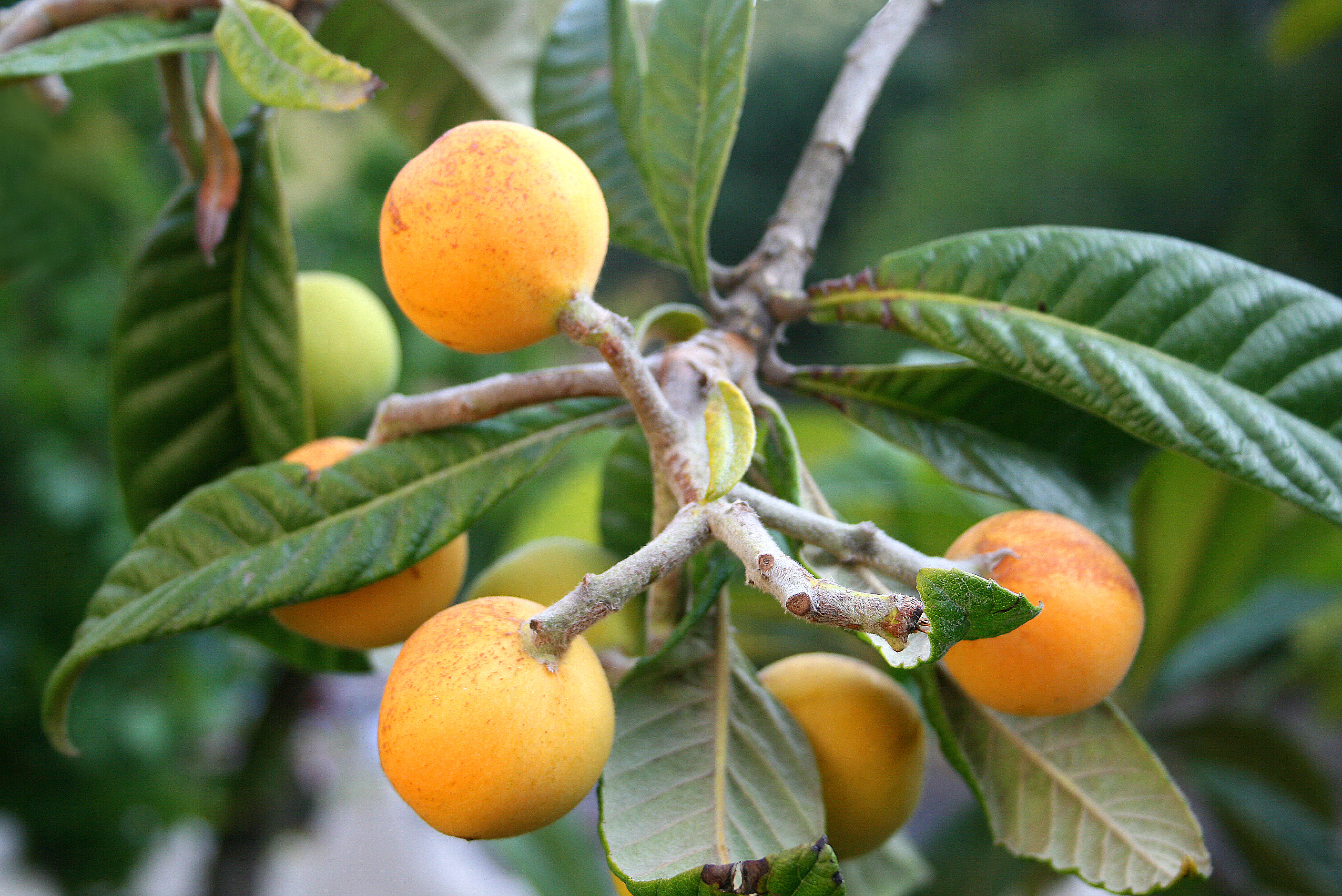
Frunze și fructe de moșmon japonez

Moșmonul japonez (Eriobotrya japonica) - numit uneori și nisper japonez - este un pom fructifer din subfamilia Maloideae a familiei Rosaceae, originar din sud-estul Chinei.

## Descriere
Este un arbust mare, cu frunze care nu cad, rămânând verde pe toată durata anului. Are coroana rotundă, trunchiul scurt și scoarța cenușie și rugoasă. Poate ajunge la înălțimi de 5-10 metri dar statura lui obișnuită e de 3-4 metri. Frunzele sunt alternante, simple, de 10–25 cm lungime, verde închis, eliptice cu nervuri pronunțate.
Această specie prezintă particularitatea unică între pomii fructiferi de a înflori la sfârșitul toamnei sau începutul iernii iar fructele se coc la sfârșitul iernii sau în primele săptămânii ale primăverii. Florile au 2 cm în diametru și sunt grupate câte 3-10 flori în panicul, sunt albe și au câte 5 petale.
Fructele sunt ovale, rotunde sau în formă de pară, grupate, având o lungime de 3-5 centimetri de culoare gălbui-portocalie uneori roșiatice. Miezul este suculent, dulce-acrișor cu aromă ce te duce cu gândul la gutuie. Fructul conține 3-4 semințe mari de culoare închisă.

## Folosință

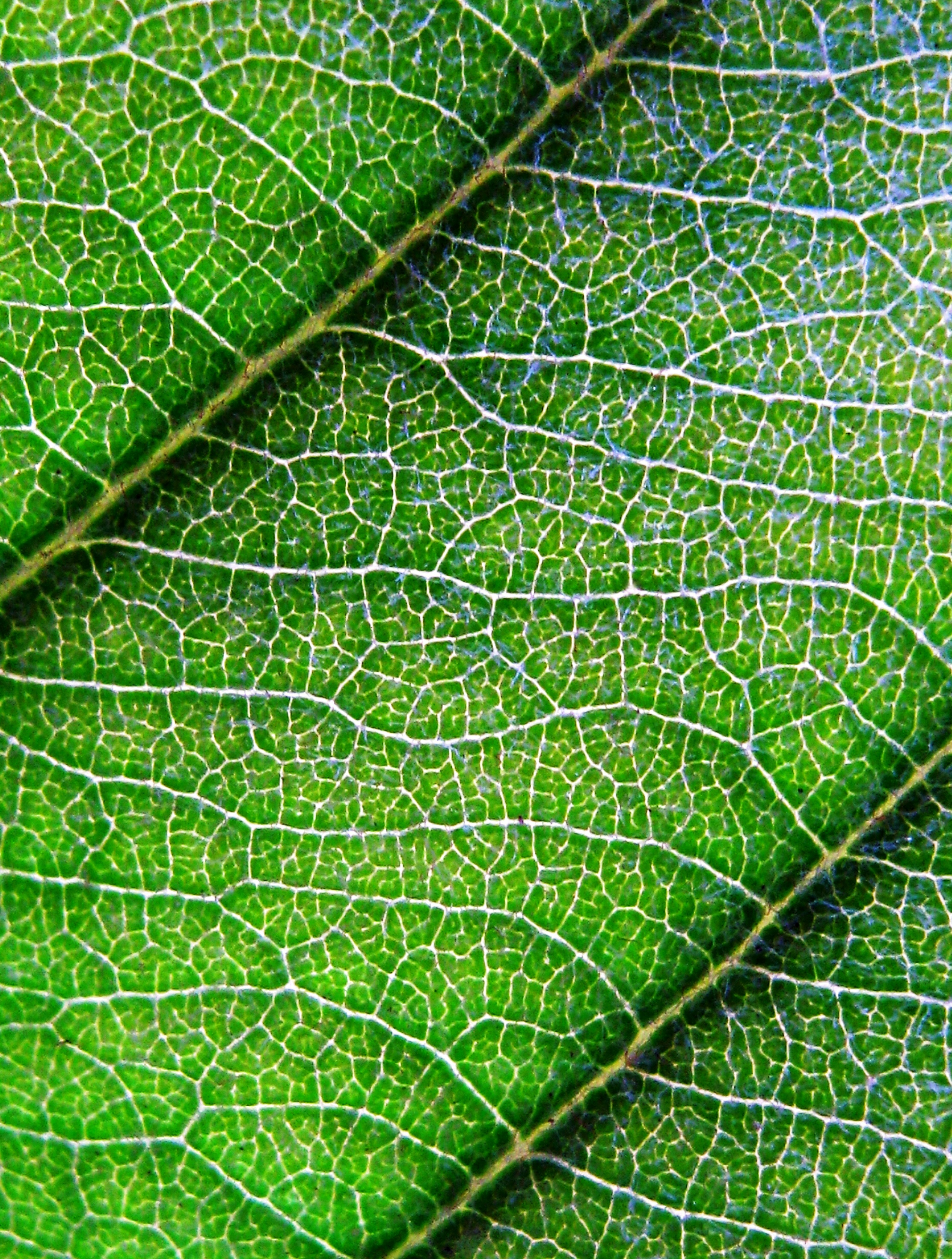
O fotografie la mărime macro a unei frunze de loquat, (Eriobotrya japonica), care arată detaliile părții superioare a frunzei.

Fructul are mari cantități de zaharuri, acizi și pectină. Se consumă proaspătă sau se prepară din ele salate de fructe, dulceață, tarte de fructe, budincă, fructe însiropate, peltea sau chatni. Siropul de moșmon japonez amestecat cu alte ingrediente se folosește în medicina tradițională chineză pentru tratarea faringitei și ca expectorant, pentru tulburări digestive și respiratorii. De asemenea se poate face vin din nisper.
Frunzele tinere și semințele conțin mici cantități de glicocizi cianogenetici care în urma digestie produc cianuri, deci sunt toxice. Din frunzele arborelui se extrage o substanță care se folosește în cosmetică și medicină care luptă împotriva alopeciei și ajută la creșterea părului. Din frunze, de asemenea, s-a extras o substanță ce probabil este capabilă de inhibarea creșterii celulelor canceroase, dar deocamdată totul e la stadiu de cercetare.

## Istoria
În Japonia se cultivă de aproximativ 1000 de ani dar a fost naturalizat aici mult înainte. De asemenea a fost naturalizat în India, Hawaii și teritoriile vecine. Este des menționat în literatura antică chinezească în poemele lui Li Bai.

## Producție
Liderul mondial al producției acestui fruct este Japonia urmat de Israel și Brazilia. Este de asemenea răspândit în țările riverane Mării Mediterane, în Uruguay, Noua Zeelandă, Argentina și Bermuda.

## Cultivare
Este ușor de cultivat și des întâlnit ca arbore ornamental; datorită frunzelor sale mari dă o notă exotică grădinii și oferă multă umbră. Se înmulțește prin semințe și este o specie care suportă bine seceta și frigul. Pentru un rod bogat este bine să se folosească îngrășăminte și să fie curățat periodic.